# Domoni ya Djou
Domoni ya Djou  est une ville de l'Union des Comores, située sur l'île de Grande Comore. En 2012, sa population est estimée à 1 181 habitants